# Quetrupillán
Le Quetrupillán est un stratovolcan du Chili situé à la limite entre les régions d'Araucanie et des Fleuves. Il se situe entre le volcan Villarrica situé au nord-ouest et le Lanín situé au sud-est, dans le centre du parc national Villarrica.
Il est couronné par une caldeira résultant de l'effondrement de la chambre magmatique.